# Arianops allatoona
Arianops allatoona är en skalbaggsart som beskrevs av Barr 1974. Arianops allatoona ingår i släktet Arianops och familjen kortvingar. Inga underarter finns listade i Catalogue of Life.